# 艾蕾諾爾·威廉明妮 (安哈特-克滕)
艾蕾諾爾·威廉明妮（德語：Eleonore Wilhelmine，1696年5月7日—1726年8月30日），薩克森-威瑪公爵夫人，安哈特-克滕親王埃曼努爾·萊布雷希特的女兒。

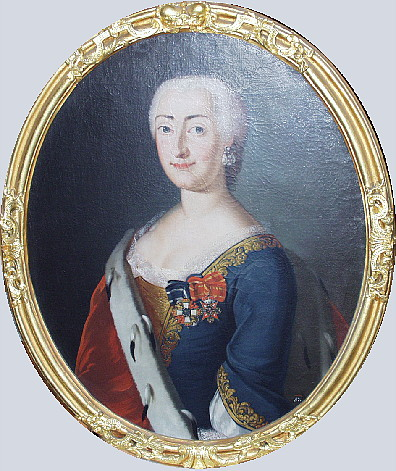

## 家庭
1716年，艾蕾諾爾·威廉明妮與恩斯特·奧古斯特一世結婚，兩人共有1子3女：
1. 威廉明妮·奧古斯塔（1717年—1752年）
2. 約翰·威廉（1719年—1732年），早逝
3. 恩尼絲汀·阿爾貝汀（英语：Ernestine Albertine of Saxe-Weimar）（1722年—1769年）
4. 伯恩哈爾汀·克莉絲蒂安·索菲（1724年—1757年）